# Droga wojewódzka nr 292
Droga wojewódzka nr 292 (DW292) – droga wojewódzka przebiegająca przez województwa lubuskie (15,5 km) i dolnośląskie (88,2 km).

## Miejscowości leżące przy trasie DW292
- Nowa Sól
- Bytom Odrzański
- Brzeg Głogowski
- Żukowice
- Głogów
- Przedmoście
- Gawrony Duże
- Chobienia
- Ścinawa
- Lisowice